# Guigneville-sur-Essonne
Guigneville-sur-Essonne – miejscowość i gmina we Francji, w regionie Île-de-France, w departamencie Essonne.
Według danych na rok 1990 gminę zamieszkiwało 757 osób, a gęstość zaludnienia wynosiła 82 osób/km² (wśród 1287 gmin regionu Île-de-France Guigneville-sur-Essonne plasuje się na 698. miejscu pod względem liczby ludności, natomiast pod względem powierzchni na miejscu 415.).